# Evenzio
Evenzio  è un nome proprio di persona italiano maschile.

## Varianti
- Maschili: Evenzo[2]
- Femminili: Evenzia[3]

### Varianti in altre lingue
- Catalano: Evenci[4]
- Latino: Eventius[1]
- Spagnolo: Evencio[4]

## Origine e diffusione
Nome di scarsa diffusione in Italia, sostenuto dal culto verso sant'Evenzio e attestato sparsamente al Nord e al Centro Italia con un centinaio di occorrenze negli anni 1970; risale al  latino Eventius, che manca di una tradizione onomastica, e quindi di un'interpretazione etimologica, solida. Viene talvolta ricondotto al sostantivo eventus ("evento", "avvenimento", ma anche "successo", "buon risultato") e al verbo evenio ("avverarsi", "realizzarsi", "toccare in sorte").

## Onomastico
L'onomastico si può festeggiare il 3 maggio in ricordo dei santi Evenzio, Alessandro e Teodulo, martiri romani.
L'8 settembre, inoltre, si ricorda il beato Evenzio Riccardo Urjurra, lasalliano, martire ad Almería durante la guerra civile spagnola.